# Sklenka
Sklenka (pomnožné, tedy „ve Sklenkách“) je malá vesnice a část obce Strančice ve Středočeském kraji, v okrese Praha-východ. Nachází se čtyři kilometry západně od Strančic.

## Historie
První písemná zmínka o osadě pochází z roku 1776. Založena byla v rámci statku Předboř. V době založení zde stával hamr a později i vodní turbína na výrobu elektrické energie. Mlýn byl uveden v daňovém soupisu již toku 1750, osada pak byla správně přičleněna k obci Strančice v roce 1850.

## Další fotografie

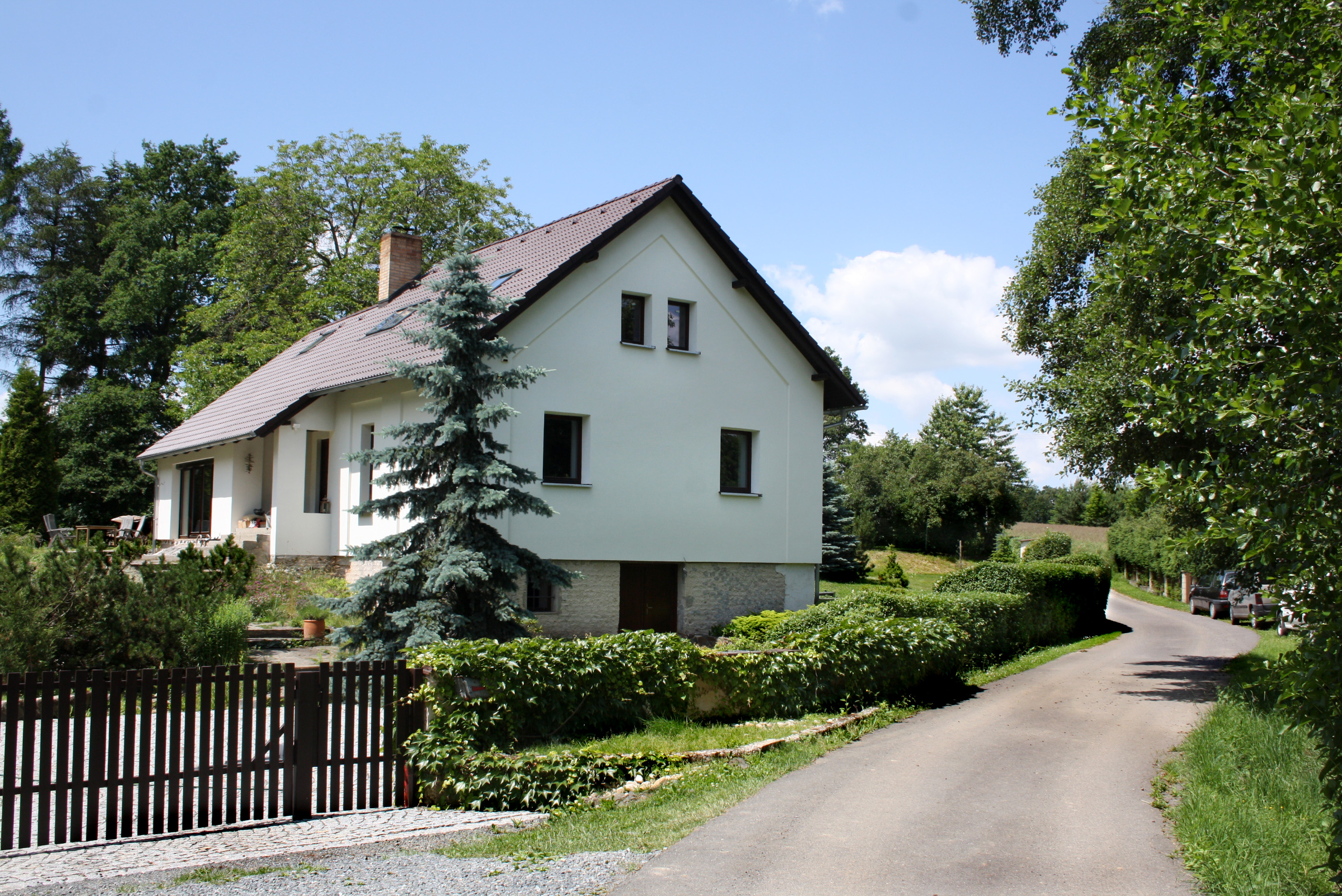
Nový dům v západní části
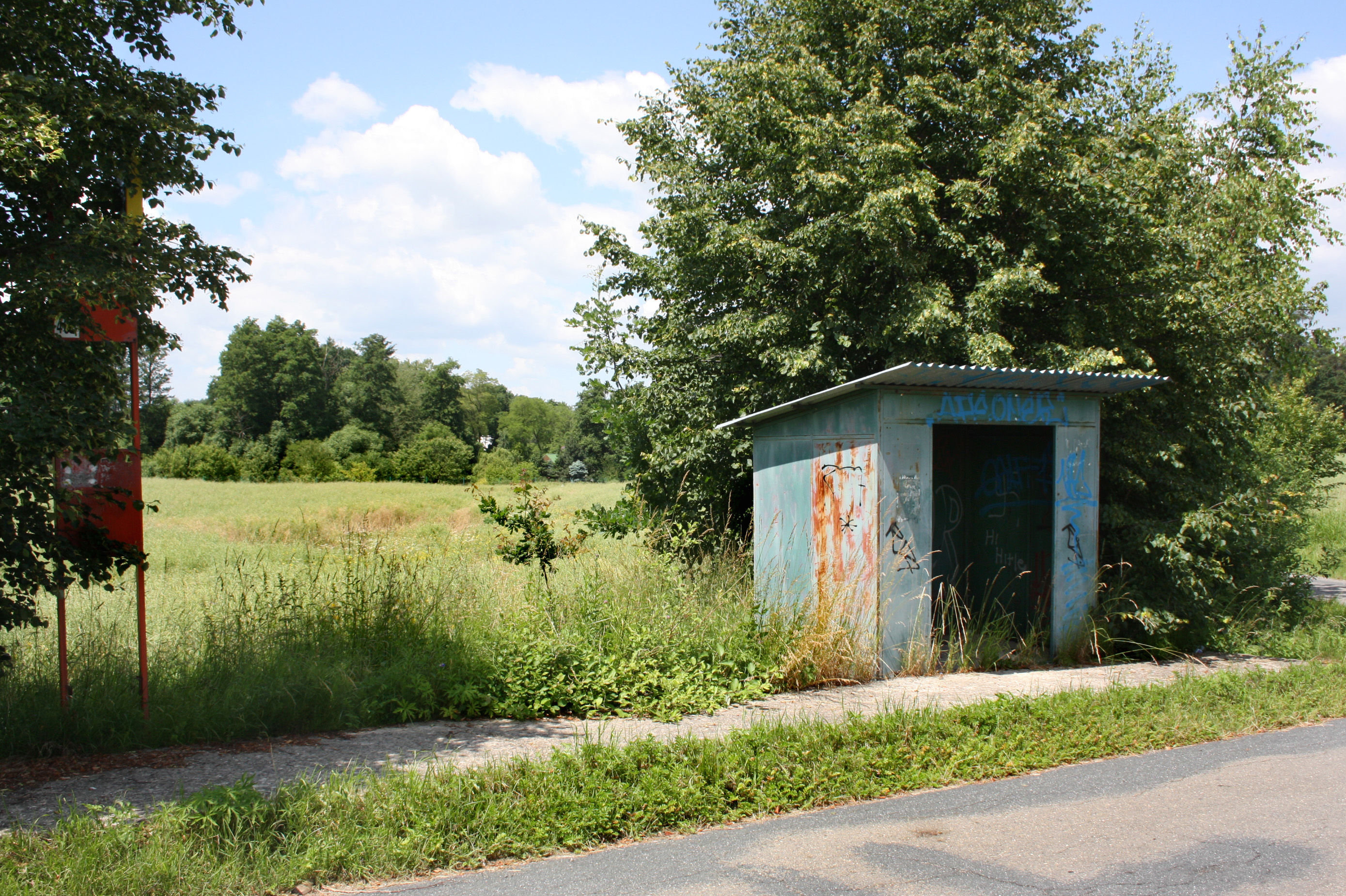
Opuštěná autobusová zastávka
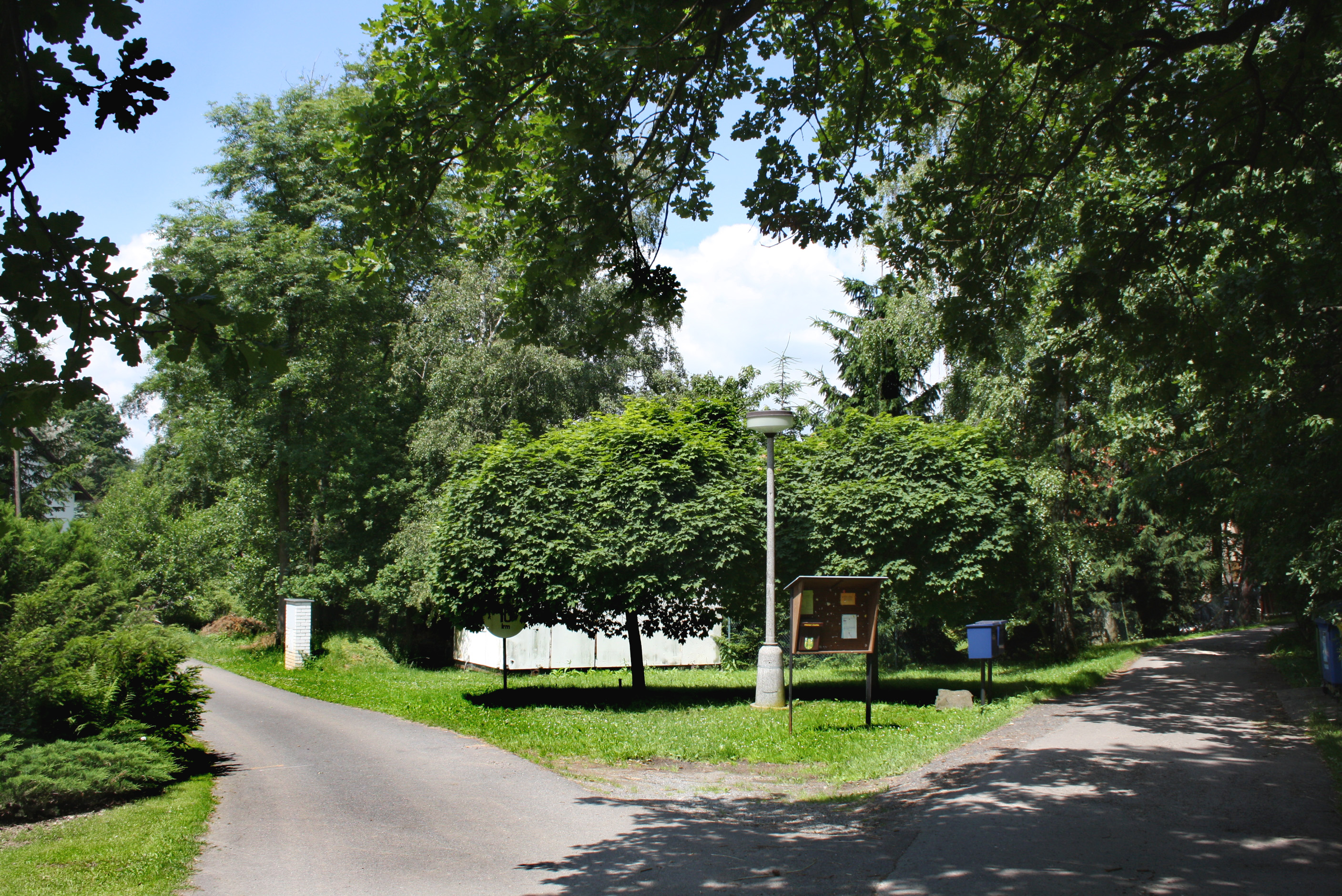
Malé rozcestí